# Kabinett Hipkins
Das Kabinett der Regierung Chris Hipkins wurde am 25. Januar 2023 mit der Vereidigung Hipkins als neuer Premierminister Neuseelands gebildet. Es löste damit das Kabinett der Regierung von Jacinda Ardern ab, die im Januar 2023 verkündet hatte aus persönlichen Gründen als Premierministerin zurücktreten zu wollen. Hipkins bildete zum 1. Februar 2023 sein Kabinett um, was in der unten stehende Tabelle entsprechend berücksichtigt ist. Da im Oktober 2023 reguläre Parlamentswahlen in Neuseeland stattfanden, wurde das Kabinett von Hipkins durch Christopher Luxon von der New Zealand National Party mit der Kabinettsbildung des Kabinett Luxon am 27. November 2023 abgelöst.

## Regierungsmitglieder
| P                                  | Amtsinhaber/in | Amtsinhaber/in         | Partei      | Ministeramt | Amtszeit (von … bis)                                                                       | Amtszeit (von … bis)                                                                |
| ---------------------------------- | -------------- | ---------------------- | ----------- | --- | ------------------------------------------------------------------------------------------ | ----------------------------------------------------------------------------------- |
| Kabinettsmitglieder                |                |                        |             | |                                                                                            |                                                                                     |
| 01                                 |                | Chris Hipkins          | Labour      | Prime Minister Minister for National Security and Intelligence Minister Responsible for Ministerial Services | 25. Januar 2023                                                                            | 27. November 2023                                                                   |
| 02                                 |                | Carmel Sepuloni        | Labour      | Deputy Prime Minister Minister for Social Development and Employment Minister for ACC Minister for Arts, Culture and Heritage Acting Minister for Child Poverty Reduction Associate Minister of Foreign Affairs (Pacific Region) Minister for Auckland Minister for Workplace Relations and Safety | 25. Januar 2023 1. Februar 2023 21. Juni 2023                                              | 27. November 2023 1. Februar 2023 27. November 2023                                 |
| 03                                 |                | Grant Robertson        | Labour      | Minister of Finance Minister for Infrastructure Minister for Sport and Recreation Acting Minister for the Public Service Acting Leader of the House Minister for Cyclone Recovery Minister for Disarmament and Arms Control Minister of Foreign Affairs | 25. Januar 2023 22. Februar 2023 11. November 2023                                         | 27. November 2023                                                                   |
| 04                                 |                | Kelvin Davis           | Labour      | Minister for Māori Crown Relations: Te Arawhiti Minister for Children Minister of Corrections Associate Minister of Education (Māori Education) | 25. Januar 2023                                                                            | 27. November 2023                                                                   |
| 05                                 |                | Megan Woods            | Labour      | Minister of Housing Minister of Energy and Resources Minister for Building and Construction Associate Minister of Finance Minister for Infrastructure Acting Minister of Police Acting Minister for Economic Development Acting Minister for Forestry | 25. Januar 2023 1. Februar 2023 15. März 2023 28. März 2023                                | 27. November 2023 20. März 2023 12. April 2023 27. November 2023                    |
| 06                                 |                | Andrew Little          | Labour      | Minister of Health Minister Responsible for the GCSB Minister Responsible for the NZSIS Minister for Treaty of Waitangi Negotiations Minister Responsible for Pike River Re-entry - Lead Coordination Minister for the - Government’s Response to the - Royal Commission’s Report into the - Terrorist Attack on the Christchurch Mosques Minister of Defence Minister for Public Service Minister of Immigration | 25. Januar 2023 1. Februar 2023 21. Juli 2023                                              | 1. Februar 2023 27. November 2023                                                   |
| 07                                 |                | David Parker           | Labour      | Minister for Oceans and Fisheries Minister of Revenue Attorney-General Minister for the Environment Associate Minister of Finance Minister for Oceans and Fisheries Minister of Transport | 25. Januar 2023 28. März 2023 21. Juni 2023                                                | 1. Februar 2023 24. Juli 2023 27. November 2023 12. April 2023 27. November 2023    |
| 08                                 |                | Nanaia Mahuta          | Labour      | Minister of Foreign Affairs Minister of Local Government Associate Minister for Māori Development | 25. Januar 2023                                                                            | 27. November 2023                                                                   |
| 09                                 |                | Poto Williams          | Labour      | Minister of Conservation Minister for Disability Issues Associate Minister for Children | 25. Januar 2023                                                                            | 27. November 2023                                                                   |
| 10                                 |                | Damien O’Connor        | Labour      | Minister of Agriculture Minister for Biosecurity Minister for Land Information Minister of Rural Communities Minister for Trade and Export Growth Acting Minister of Customs Associate Minister of Transport | 25. Januar 2023 3. Mai 2023 24. Juli 2023                                                  | 27. November 2023 10. Mai 2023 27. November 2023                                    |
| 11                                 |                | Stuart Nash            | Labour      | Acting Minister of Police Minister for Economic and Regional Development Minister for Small Business Minister of Tourism Minister of Forestry Minister of Police Minister for Economic Development Minister for Ocean and Fisheries | 25. Januar 2023 1. Februar 2023                                                            | 1. Februar 2023 28. März 2023 15. März 2023 28. März 2023                           |
| 12                                 |                | Peeni Henare           | Labour      | Minister of Defence Associate Minister of Housing (Māori Housing) Associate Minister of Tourism Minister for Whānau Ora Associate Minister of Health (Māori Health) Minister for Accident Compensation Corporation Minister of Tourism Associate Minister for the Environment Minister for Forestry Acting Minister for Veterans Minister for Veterans                                                            | 25. Januar 2023 1. Februar 2023 12. April 2023 3. Mai 2023 10. Mai 2023                    | 1. Februar 2023 27. November 2023 10. Mai 2023 27. November 2023                    |
| 13                                 |                | Willie Jackson         | Labour      | Minister for Broadcasting and Media Minister for Māori Development Associate Minister for ACC Associate Minister of Housing (Māori Housing) Associate Minister for Social Development - and Employment (Māori Employment) | 25. Januar 2023 1. Februar 2023                                                            | 27. November 2023                                                                   |
| 14                                 |                | Jan Tinetti            | Labour      | Minister of Internal Affairs Acting Minister of Education Minister for Women Minister of Education Minister for Child Poverty Reduction | 25. Januar 2023 1. Februar 2023                                                            | 1. Februar 2023 27. November 2023                                                   |
| 15                                 |                | Michael Wood           | Labour      | Minister of Immigration Minister of Transport Minister for Workplace Relations and Safety Minister for Auckland Associate Minister of Finance | 25. Januar 2023 1. Februar 2023                                                            | 21. Juni 2023                                                                       |
| 16                                 |                | Kiritapu Allan         | Labour      | Associate Minister for Arts, Culture and Heritage Associate Minister for the Environment Associate Minister of Finance Minister of Justice Minister for Regional Development Associate Minister of Transport Associate Minister of Finance | 25. Januar 2023 1. Februar 2023 21. Juni 2023                                              | 1. Februar 2023 24. Juli 2023                                                       |
| 17                                 |                | David Clark            | Labour      | Minister of Commerce and Consumer Affairs Minister for the Digital Economy and Communications Minister for State Owned Enterprises Minister of Statistics Minister Responsible for the Earthquake Commission | 25. Januar 2023                                                                            | 1. Februar 2023                                                                     |
| 18                                 |                | Ayesha Verrall         | Labour      | Minister for COVID-19 Response Minister for Seniors Associate Minister of Health Minister for Research, Science and Innovation Minister of Health Acting Minister for Food Safety | 25. Januar 2023 1. Februar 2023 3. Mai 2023                                                | 1. Februar 2023 27. November 2023 10. Mai 2023                                      |
| 19                                 |                | Priyanca Radhakrishnan | Labour      | Minister for Youth Minister for the Community and Voluntary Sector Minister for Diversity, Inclusion and Ethnic Communities Associate Minister for Social Development and Employment Associate Minister for Workplace Relations and Safety Minister for Disability Issues | 25. Januar 2023 1. Februar 2023                                                            | 1. Februar 2023 27. November 2023                                                   |
| 20                                 |                | Ginny Andersen         | Labour      | Minister for the Digital Economy and Communications Minister for Seniors Minister for Small Business Associate Minister of Immigration Associate Minister for Treaty of Waitangi Negotiations | 1. Februar 2023                                                                            | 27. November 2023                                                                   |
| 21                                 |                | Barbara Edmonds        | Labour      | Associate Minister of Health (Pacific Peoples) Minister of Internal Affairs Minister for Pacific Peoples Associate Minister of Housing Associate Minister for Cyclone Recovery Associate Minister of Immigration Minister for Economic Development Minister of Revenue Associate Minister of Finance | 1. Februar 2023 24. Februar 2023 20. März 2023 12. April 2023 24. Juli 2023                | 24. Juli 2023 27. November 2023 12. April 2023 27. November 2023                    |
| Minister außerhalb des Kabinetts   |                |                        |             | |                                                                                            |                                                                                     |
| 01                                 |                | Aupito William Sio     | Labour      | Minister for Courts Minister for Pacific Peoples Associate Minister of Education (Pacific Peoples) Associate Minister of Foreign Affairs Associate Minister of Health (Pacific Peoples) Associate Minister of Justice | 25. Januar 2023                                                                            | 1. Februar 2023                                                                     |
| 02                                 |                | Meka Whaitiri          | Labour      | Minister of Customs Minister for Food Safety Minister for Veterans Associate Minister of Agriculture (Animal Welfare) Associate Minister of Statistics | 25. Januar 2023                                                                            | 3. Mai 2023                                                                         |
| 03                                 |                | Phil Twyford           | Labour      | Minister for Disarmament and Arms Control Minister of State for Trade and Export Growth Associate Minister for the Environment Associate Minister of Immigration | 25. Januar 2023                                                                            | 1. Februar 2023                                                                     |
| 04                                 |                | Kieran McAnulty        | Labour      | Associate Minister for Local Government Associate Minister for Transport Minister for Emergency Management Minister for Racing Minister for Local Government Minister for Rural Communities Acting Minister for Transport Deputy Leader of the House Minister for Regional Development Deputy Shadow Leader of the House                                                                                          | 25. Januar 2023 1. Februar 2023 6. Juni 2023 14. Juni 2023 24. Juli 2023 27. November 2023 | 1. Februar 2023 27. November 2023 21. Juni 2023 27. November 2023 30. November 2023 |
| 05                                 |                | Rino Tirikatene        | Labour      | Minister for Courts Minister of State for Trade and Export Growth | 1. Februar 2023                                                                            | 27. November 2023                                                                   |
| 06                                 |                | Deborah Russell        | Labour      | Minister of Statistics Minister Responsible for the Earthquake Commission Associate Minister of Justice Associate Minister of Revenue | 1. Februar 2023                                                                            | 27. November 2023                                                                   |
| 07                                 |                | Jo Luxton              | Labour      | Minister of Customs Associate Minister of Agriculture (Animal Welfare) Associate Minister of Education | 10. Mai 2023                                                                               | 27. November 2023                                                                   |
| Minister über Kooperationsabkommen |                |                        |             | |                                                                                            |                                                                                     |
| 01                                 |                | Marama Davidson        | Green Party | Minister for the Prevention of Family and Sexual Violence Associate Minister of Housing (Homelessness) | 25. Januar 2023                                                                            | 27. November 2023                                                                   |
| 02                                 |                | James Shaw             | Green Party | Minister for Climate Change Associate Minister for the Environment (Biodiversity) | 25. Januar 2023                                                                            | 27. November 2023                                                                   |
| Parlamentarische Staatssekretäre   |                |                        |             | |                                                                                            |                                                                                     |
| 01                                 |                | Rino Tirikatene        | Labour      | Parliamentary Under-Secretary für die – Minister for Oceans and Fisheries – Minister for Trade and Export Growth (Māori Trade) | 25. Januar 2023                                                                            | 1. Februar 2023                                                                     |
| 02                                 |                | Deborah Russell        | Labour      | Parliamentary Under-Secretary für den – Minister of Revenue | 25. Januar 2023                                                                            | 1. Februar 2023                                                                     |
| 03                                 |                | Jo Luxton              | Labour      | Parliamentary Under-Secretary für den – Minister of Agriculture – Minister of Education | 1. Februar 2023                                                                            | 10. Mai 2023                                                                        |

Quellen: Department of the Prime Minister and Cabinet und Radio New Zealand